# ۷۱۶ (قمری)
۷۱۶ (قمری)، هفتصد و شانزدهمین سال در گاهشماری هجری قمری است. اول محرم این سال برابر با سوم آوریل سال ۱۳۱۶ میلادی است.

## وابسته
- علامه حلی
- محمد خدابنده الجایتو
- تاریخ وصاف
- ابن منظور